# Transportes Sul do Tejo
Os Transportes Sul do Tejo (TST) é uma empresa portuguesa de transporte rodoviário coletivo de passageiros que opera na Península de Setúbal, em Portugal. É a concessionária da Carris Metropolitana para os concelhos de Almada, Seixal, e Sesimbra — carreiras numeradas na gama 3000-3999.

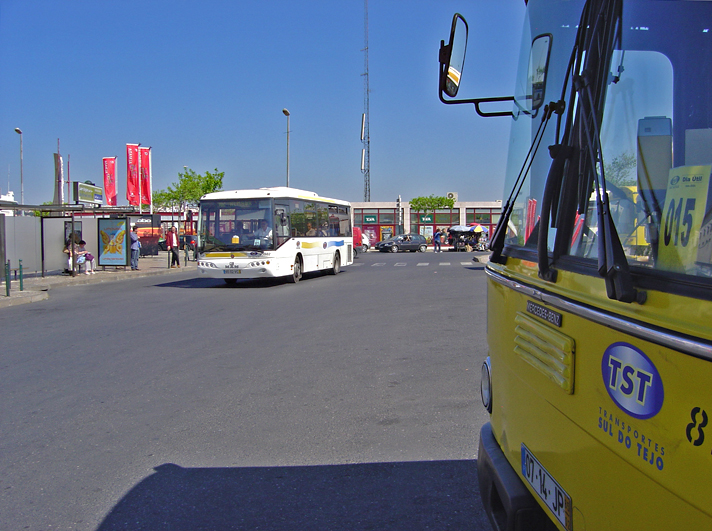
Veículos dos TST em manobras em Cacilhas, em 2007.

## História

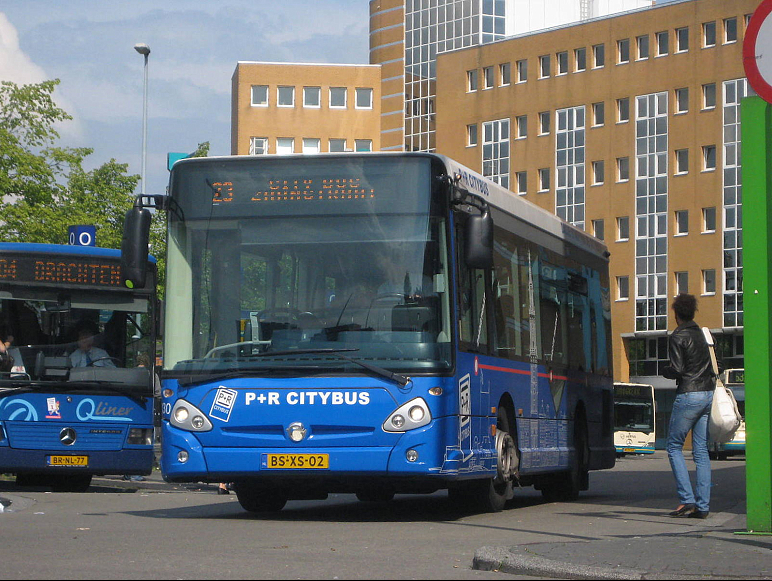
Veículo nº 6030 de Groningen, em 2009, que no ano seguinte passaria para os TST, também do grupo Arriva, como nº 30.

Os Transportes Sul do Tejo, com sede no Laranjeiro, foi criada a 31 de Janeiro de 1991 como Rodoviária Sul do Tejo, resultante da autonomização do Centro de Exploração de Passageiros nº7 da Rodoviária Nacional numa empresa única. 
Com o fim das privatizações das empresas constituentes da Rodoviária Nacional (incluíndo a RST) e o desmembramento desta em 1995, a Rodoviária Sul do Tejo passou a adotar o nome atual, com os capitais divididos numa parceria entre o Grupo Barraqueiro (Joaquim Jerónimo), administradores e a Covas e Filhos, parceria que terminou em dezembro de 1998, com o Grupo Barraqueiro tomando por completo os TST.
Em 2001, os TST reestruturam o seu serviço depois de absorver os serviços da Setubalense (correspondente aos corredores de Setúbal e Azeitão da antiga Rodoviária do Alentejo), até então operada pela Belos Transportes.
Em Setembro de 2003, o capital dos TST passa a ser detido pelo grupo Arriva.
Em 2010 a Arriva é adquirida pela Deutsche Bahn, a empresa ferroviária alemã.
Em fevereiro de 2020, os trabalhadores da empresa fizeram greve, exigindo, entre outras melhorias das suas condições de trabalho, salários equiparados aos dos funcionários da Carris.

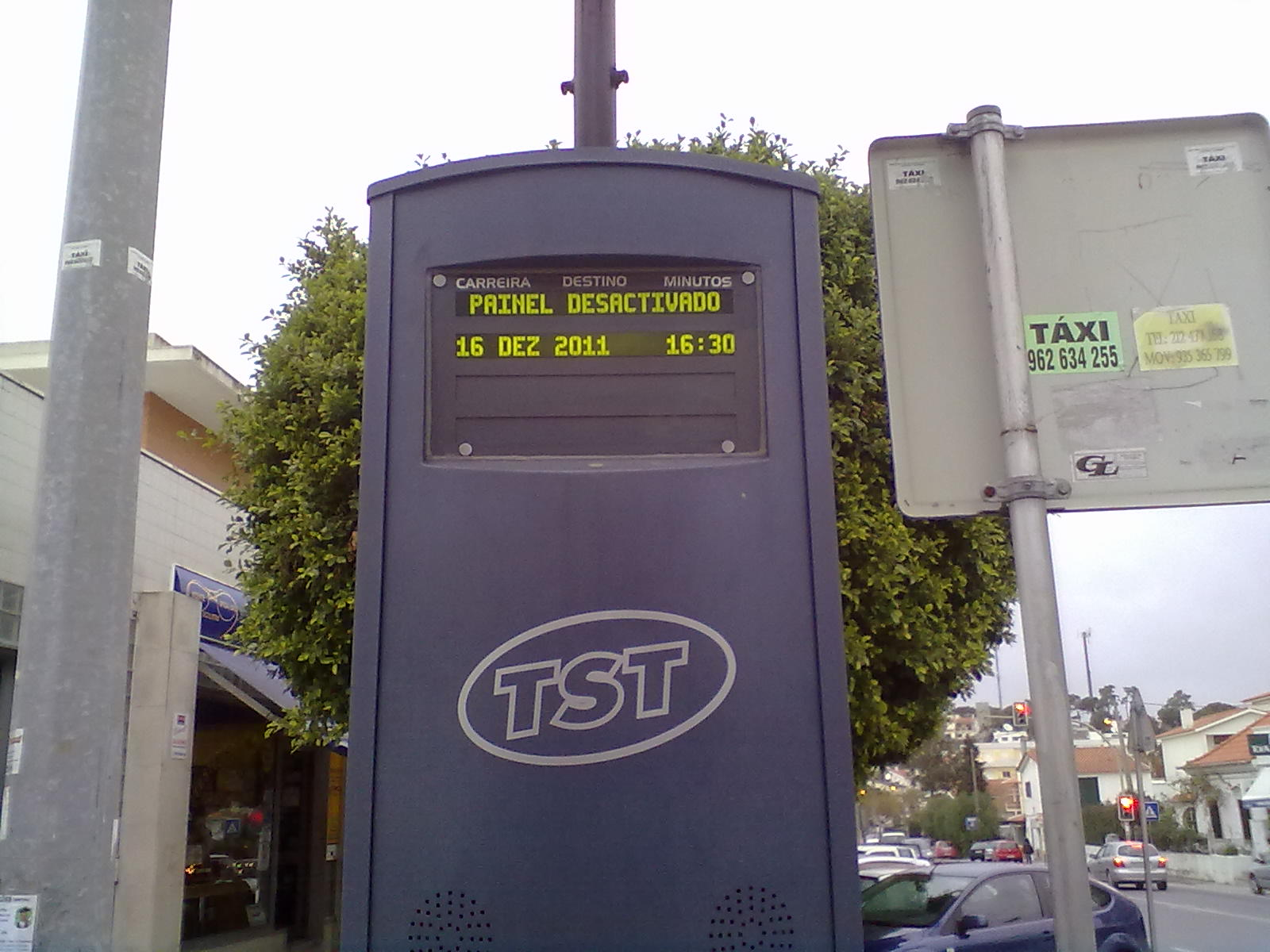
Painel informativo da TST, em 2011.

Em dezembro de 2021, a Arriva anunciou o abandono das suas operações em Portugal, a cessar no final do ano. Em 2022, a Arriva vende os TST ao Grupo Dan, com sede em Israel, tendo a transação ficado concluída em meados de agosto. A 1 de junho de 2022, com a implementação da Área 4 da Carris Metropolitana (concelhos de Alcochete, Barreiro, Moita, Montijo, Palmela, e Setúbal), os TST deixam de aí operar, passando as carreiras locais para a Alsa Todi. No mês seguinte, entra em vigor a Área 3 da Carris Metropolitana (concelhos de Almada, Seixal, e Sesimbra), cuja operação é concessionada aos TST.

## Tarifário
Nas linhas operadas pelos TST é válido o tarifário da Carris Metropolitana, passando assim as tarifas a estar relacionadas com o tipo de linha a utilizar:
| tipo de linha  | tarifa   | áreas de abrangência | viagens ocasionais | viagens ocasionais | viagens frequentes  | viagens frequentes      |
| tipo de linha  | tarifa   | áreas de abrangência | navegante a bordo  | navegante pré-pago | navegante municipal | navegante metropolitano |
| -------------- | -------- | -------------------- | ------------------ | ------------------ | ------------------- | ----------------------- |
| Próxima        | Tarifa 1 | 1, 2, 3 e 4          | 1,25 €             | 0,85 €             | 30 €/mês            | 40 €/mês                |
| Longa          | Tarifa 2 | 1, 2, 3 e 4          | 2,60 €             | 1,55 €             | 30 €/mês            | 40 €/mês                |
| Rápida         | Tarifa 3 | 2, 3 e 4             | 4,50 €             | 3,10 €             | 30 €/mês            | 40 €/mês                |
| Inter-Regional | Tarifa 4 | 2                    | 3,10 €             | -                  | 30 €/mês + 20 €     | 40 €/mês + 20 €         |
| Inter-Regional | Tarifa 4 | 4                    | 3,60 €             | -                  | 30 €/mês + 20 €     | 40 €/mês + 20 €         |
| Mar            | Tarifa 5 | 2, 3 e 4             | 4,50 €             | 3,10 €             | 30 €/mês            | 40 €/mês                |

1. ↑   O cartão Navegante Ocasional tem um custo de aquisição de 0,50 €
2. 1 2 3 4 5 6   Continuam a existir os descontos Navegante +65, Família, 12 anos, 4-18, sub23 e Social+
3. ↑   Setúbal: Navegante municipal com um desconto de 10€ de compra, custando 20€

## Infraestruturas e frota

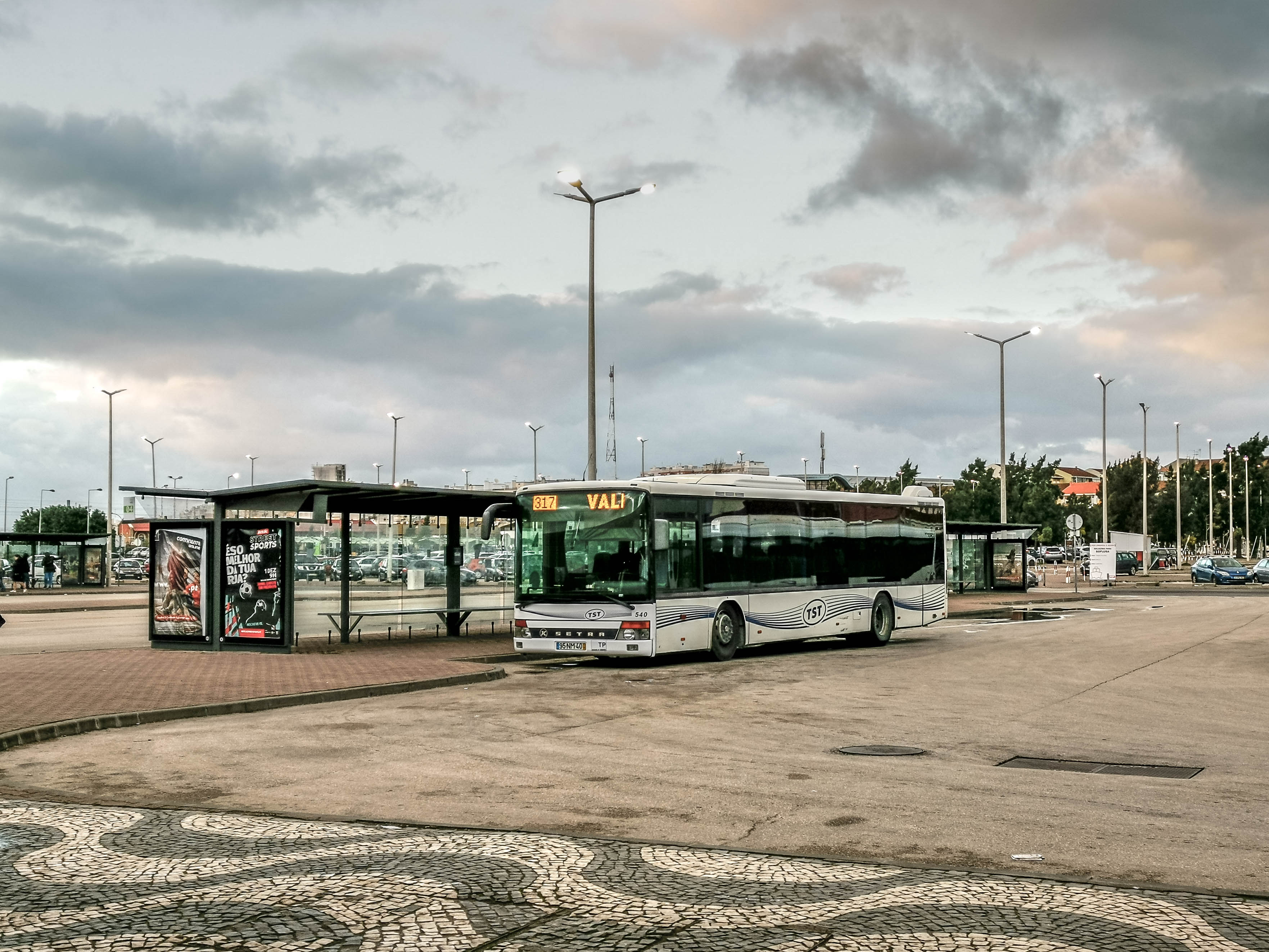
Veículo TST nº 540. em 2019, no Barreiro, término da antiga carreira.

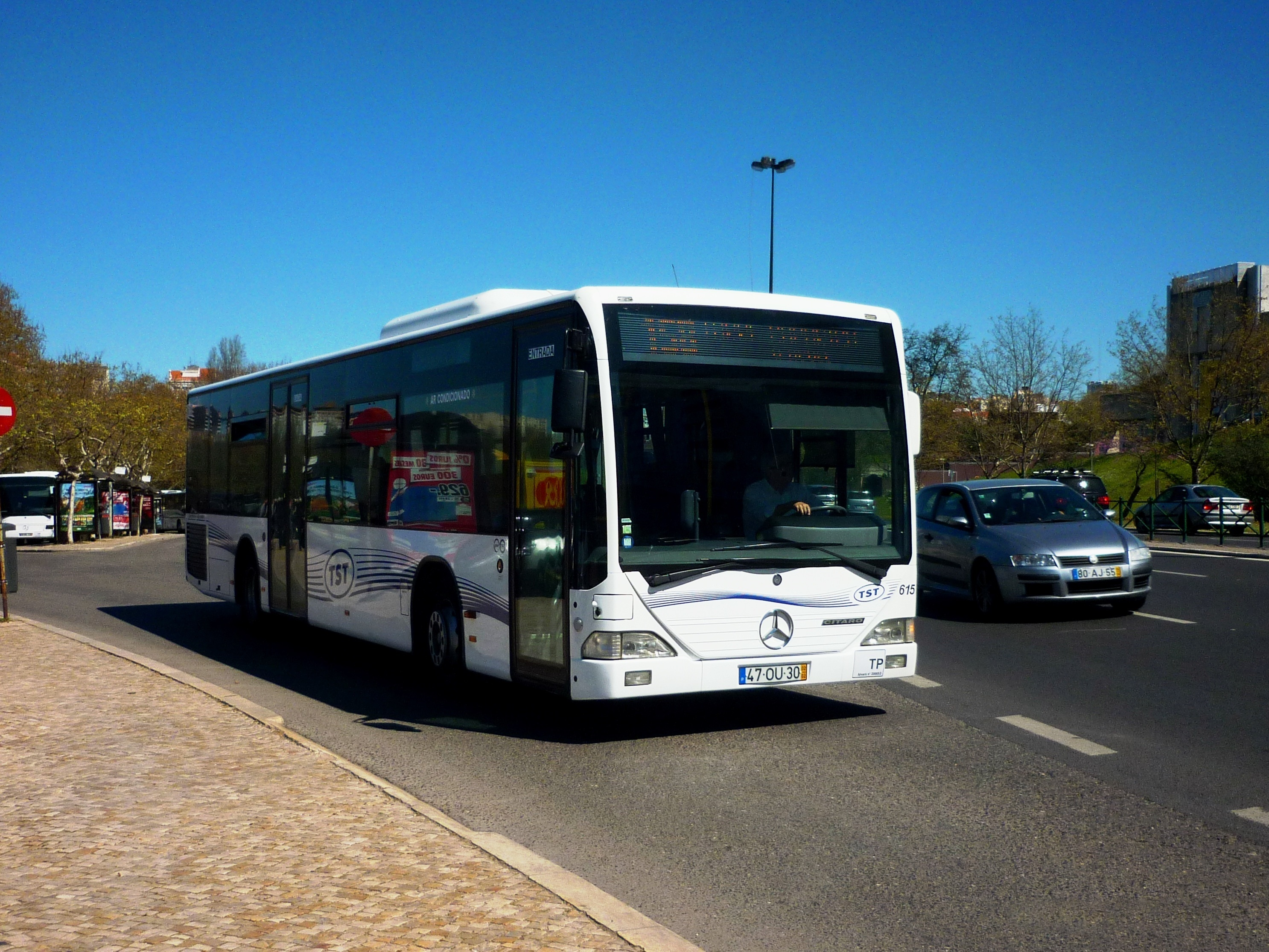
Veículo TST nº 615, em 2015, a sair da Praça de Espanha, em Lisboa, na antiga carreira.

A sede dos TST está localizada na Rua Marcos de Portugal, Laranjeiro, e as operações são geridas de três Centros Operacionais: Almada, Laranjeiro e Sesimbra. De um total histórico sincrónico de 1595 veículos, em finais de 2024 a frota da empresa é composta por 365 viaturas, cuja assistência é prestada através das oficinas localizadas ao longo da sua área de atuação.

## Linhas
Em meados de 2022, altura em que o serviço da TST passou para a Carris Metropolitana, a TST operava 6 carreiras urbanas (3 no Montijo e 1 em Almada, Sesimbra, e Palmela), 142 suburbanas e 4 rápidas.

### Antigas Carreiras

#### Urbanas
| C.ª | Terminais                                                        | Via                   |
| --- | ---------------------------------------------------------------- | --------------------- |
| 101 | Cacilhas ⇆ Cristo Rei                                            |                       |
| 221 | Sesimbra (Circulação)                                            | Vale Paraíso / Argéis |
| 401 | Corte do Eloi (Zona Industrial) ⇆ Montijo (Cais do Seixalinho)   |                       |
| 403 | Bairro da Bela Vista / Afonsoeiro ⇆ Montijo (Cais do Seixalinho) |                       |
| 404 | Bairro da Bela Vista / Afonsoeiro ⇆ Bairro do Saldanha           | Bairro do Esteval     |
| 680 | Palmela ⇆ Palmela (Escola Preparatória)                          |                       |

#### Suburbanas
| C.ª | Terminais                                                      | Via                               |
| --- | -------------------------------------------------------------- | --------------------------------- |
| 102 | Almada Forum ⇆ Cacilhas                                        | Quinta do Chegadinho              |
| 103 | Almada Forum ⇆ Almada                                          | Feijó                             |
| 106 | Bairro Fundo Fomento Norte ⇆ Cacilhas                          |                                   |
| 108 | Cacilhas ⇆ Paio Pires (Farinheiras)                            | Casal do Marco                    |
| 110 | Cacilhas ⇆ Santa Marta do Pinhal                               | Quinta de São Nicolau             |
| 112 | Foros de Amora (Estação) ⇆ Paio Pires (Quinta da Flamância)    | Cavadas                           |
| 114 | Cacilhas ⇆ Paio Pires (Centro)                                 | Seixal (Terminal Fluvial)         |
| 116 | Fonte da Telha ⇆ Paio Pires (Quinta da Flamância)              | Seixal (Terminal Fluvial)         |
| 117 | Raposeira ⇆ Trafaria                                           |                                   |
| 120 | Cacilhas ⇆ Lazarim (Pilotos)                                   | Corroios                          |
| 121 | Pinheirinho ⇆ Quinta do Brasileiro                             | Quinta da Marialva                |
| 123 | Cacilhas ⇆ Charneca da Caparica (Quinta do Texugo)             | Vale Flores                       |
| 124 | Cacilhas ⇆ Costa da Caparica                                   |                                   |
| 125 | Cacilhas ⇆ Trafaria                                            |                                   |
| 126 | Cacilhas ⇆ Marisol                                             |                                   |
| 127 | Cacilhas ⇆ Fonte da Telha                                      |                                   |
| 129 | Costa da Caparica ⇆ Trafaria                                   |                                   |
| 130 | Costa da Caparica ⇆ Fonte da Telha                             |                                   |
| 133 | Cacilhas ⇆ Lazarim (Pilotos)                                   | Alto do Índio                     |
| 135 | Cacilhas ⇆ Costa da Caparica                                   | Via Rápida (IC20)                 |
| 137 | Redondos ⇆ Seixal (Terminal Fluvial)                           | Cavadas                           |
| 143 | Corroios (Estação) ⇆ Vale de Figueira (Escola)                 |                                   |
| 145 | Cacilhas ⇆ Fonte da Telha                                      | Vale de Cavala                    |
| 146 | Banática ⇆ Porto Brandão                                       |                                   |
| 149 | Cacilhas ⇆ Quinta da Princesa                                  | Miratejo                          |
| 151 | Charneca da Caparica (Solmar) ⇆ Lisboa (Marquês de Pombal)     |                                   |
| 152 | Almada (Pç. São João Baptista) ⇆ Lisboa (Sete Rios)            | Alcântara                         |
| 153 | Costa da Caparica ⇆ Lisboa (Sete Rios)                         | Alcântara                         |
| 155 | Costa da Caparica ⇆ Lisboa (Marquês de Pombal)                 |                                   |
| 158 | Lisboa (Sete Rios) ⇆ Trafaria                                  | Alcântara                         |
| 159 | Lisboa (Sete Rios) ⇆ Marisol                                   | Alcântara                         |
| 160 | Almada (Pç. São João Baptista) ⇆ Areeiro                       | Alcântara                         |
| 161 | Costa da Caparica ⇆ Areeiro                                    | Alcântara                         |
| 162 | Lisboa (Sete Rios) ⇆ Quinta do Brasileiro                      | Alcântara                         |
| 167 | Almada Forum ⇆ Costa da Caparica                               |                                   |
| 169 | Lisboa (Marquês de Pombal) ⇆ Santa Marta do Pinhal             | Feijó                             |
| 171 | Cova do Vapor ⇆ Trafaria                                       |                                   |
| 174 | Costa da Caparica ⇆ Vale de Figueira (Escola)                  |                                   |
| 175 | Marisol (X) ⇆ Sobreda (Escola)                                 |                                   |
| 176 | Lisboa (Cidade Universitária) ⇆ Almada (Pç. São João Baptista) | Alcântara                         |
| 179 | Charneca da Caparica (Centro) ⇆ Vale de Figueira (Escola)      | Vale Fetal                        |
| 180 | Charneca da Caparica ⇆ Sobreda (Escola)                        | Vale de Figueira                  |
| 181 | Hospital Garcia de Orta ⇆ Miratejo                             |                                   |
| 182 | Cova da Piedade (Romeira) ⇆ Hospital Garcia de Orta            |                                   |
| 184 | Fogueteiro (Estação) ⇆ Seixal (Terminal Fluvial)               |                                   |
| 190 | Charneca da Caparica (Centro) ⇆ Areeiro                        | Alcântara                         |
| 191 | Corroios (Estação) ⇆ Vale de Milhaços                          | Pinhal do Vidal                   |
| 192 | Cacilhas ⇆ Pinheirinho                                         | Quinta do Brasileiro              |
| 194 | Costa da Caparica ⇆ Pragal (Estação)                           |                                   |
| 195 | Pinhal Conde da Cunha ⇆ Seixal (Terminal Fluvial)              | RioSul Shopping                   |
| 196 | Cacilhas ⇆ Lazarim (Pilotos)                                   | Quinta de São Nicolau             |
| 197 | Hospital Garcia de Orta ⇆ Sobreda (Quinta da Morgadinha)       |                                   |
| 198 | Paio Pires (Cucena) ⇆ Torre da Caparica (FCT)                  | Santa Marta do Pinhal             |
| 199 | Cacilhas ⇆ Paio Pires (Centro)                                 | Amora                             |
| 201 | Cabo Espichel ⇆ Sesimbra                                       |                                   |
| 203 | Cacilhas ⇆ Sesimbra                                            |                                   |
| 205 | Azoia ⇆ Sesimbra                                               | Serra da Azoia                    |
| 207 | Lisboa (Sete Rios) ⇆ Sesimbra                                  | Autoestrada (A2) / Alcântara      |
| 208 | Quinta do Conde ⇆ Sesimbra                                     | Vila Nogueira de Azeitão          |
| 210 | Azoia ⇆ Sampaio (Escola)                                       |                                   |
| 211 | Quinta do Conde ⇆ Sesimbra                                     | Fontainhas / Pinhal General       |
| 219 | Marco do Grilo (X) ⇆ Quinta do Conde                           |                                   |
| 222 | Fornos ⇆ Sesimbra                                              | Aiana de Cima                     |
| 223 | Aldeia do Meco ⇆ Sesimbra                                      |                                   |
| 227 | Alto das Vinhas ⇆ Sesimbra                                     | Pedreiras / Sampaio               |
| 228 | Porto de Abrigo (Parque de Campismo) ⇆ Sesimbra                |                                   |
| 229 | Sesimbra (Circulação)                                          | Almoinha                          |
| 230 | Sesimbra ⇆ Setúbal (Hospital de São Bernardo)                  |                                   |
| 234 | Fornos ⇆ Sampaio (Escola)                                      |                                   |
| 236 | Fernão Ferro (Café Emigrante) ⇆ Pinhal de Frades (Escola)      |                                   |
| 240 | Lagoa da Albufeira ⇆ Sesimbra                                  | Zambujal de Baixo / Sampaio       |
| 243 | Charneca da Cotovia (Parque de Campismo Valbom) ⇆ Sesimbra     |                                   |
| 247 | Sampaio (Escola) ⇆ Santana (X)                                 |                                   |
| 254 | Cacilhas ⇆ Quinta do Conde                                     | Redondos                          |
| 257 | São Gonçalo ⇆ Vila Nogueira de Azeitão (Escola)                | São Simão                         |
| 259 | Casais da Serra ⇆ Vila Nogueira de Azeitão (Escola)            |                                   |
| 302 | Baixa da Banheira ⇆ Fogueteiro (Estação)                       | Paio Pires                        |
| 307 | Moita ⇆ Vale da Amoreira                                       | Bairro Gouveia                    |
| 311 | Moita (Alto de São Sebastião) ⇆ Penalva                        | Bairro Alentejano                 |
| 312 | Cabeço Verde ⇆ Sarilhos Pequenos                               | Moita / Gaio-Rosário              |
| 313 | Moita ⇆ Quatro Marcos                                          |                                   |
| 317 | Barreiro (Terminal) ⇆ Vale da Amoreira                         |                                   |
| 318 | Barreiro (Terminal) ⇆ Sarilhos Pequenos                        |                                   |
| 326 | Barreiro (Terminal) ⇆ Palmela                                  |                                   |
| 333 | Lisboa (Oriente) ⇆ Vale da Amoreira                            |                                   |
| 336 | Alhos Vedros (Escola) ⇆ Arroteias                              |                                   |
| 410 | Alcochete (Freeport) ⇆ Barreiro (Terminal)                     |                                   |
| 412 | Alcochete ⇆ Montijo (Cais do Seixalinho)                       |                                   |
| 413 | Alcochete (Freeport) ⇆ Setúbal                                 |                                   |
| 414 | Canha ⇆ Montijo                                                |                                   |
| 415 | Montijo (Cais do Seixalinho) ⇆ Passil                          |                                   |
| 416 | Canha ⇆ Montijo                                                | Pegões (X)                        |
| 419 | Alcochete ⇆ Atalaia                                            |                                   |
| 426 | Montijo ⇆ Rio Frio                                             | Charnequinha                      |
| 431 | Lisboa (Oriente) ⇆ Montijo                                     |                                   |
| 432 | Atalaia ⇆ Lisboa (Oriente)                                     | Alcochete                         |
| 435 | Lisboa (Oriente) ⇆ Samouco                                     | Montijo                           |
| 441 | Foros da Boavista ⇆ Pegões (Escola)                            |                                   |
| 444 | Faias ⇆ Pegões (Escola)                                        | Aroeira                           |
| 446 | Faias ⇆ Pinhal Novo (Escola)                                   | Poceirão (Escola)                 |
| 447 | Faias (Loja Nova) ⇆ Palmela                                    | Forninho                          |
| 448 | Pinhal Novo (Escola Preparatória) ⇆ Rio Frio                   |                                   |
| 449 | Pinhal Novo (Circulação)                                       |                                   |
| 451 | Bairro Vila Morena ⇆ Pinhal Novo (Escola Preparatória)         | Penteado                          |
| 453 | Lisboa (Oriente) ⇆ São Francisco                               | Montijo                           |
| 454 | Faias (Loja Nova) ⇆ Palmela                                    |                                   |
| 455 | Faias ⇆ Poceirão (Escola)                                      | Asseiceira                        |
| 601 | Morgada ⇆ Setúbal (Mercado)                                    |                                   |
| 602 | Poço Mouro ⇆ Setúbal                                           | Alegro                            |
| 604 | Quinta da Asseca / Amoreiras ⇆ Setúbal (Mercado)               |                                   |
| 605 | Setúbal ⇆ Varzinha                                             |                                   |
| 607 | Manteigadas / Mercado 2 de Abril ⇆ UrbiSado                    |                                   |
| 608 | Mitrena / CheSetúbal ⇆ Bairro Novo do Viso                     |                                   |
| 609 | Casal das Figueiras ⇆ Camolas / Vale Ana Gomes                 | Bairro do Viso                    |
| 610 | Monte Belo Norte ⇆ Saboaria                                    | Vale de Cobro                     |
| 612 | Saboaria ⇆ Vale de Cobro / Brejos de Canes                     |                                   |
| 614 | Casal das Figueiras ⇆ Camolas / Alto da Guerra                 |                                   |
| 616 | Manteigadas → Setúbal (Mercado)                                | Camarinha                         |
| 708 | Bela Vista ⇆ Biscainho                                         | Vale Rosa                         |
| 709 | Landeira ⇆ Setúbal                                             |                                   |
| 710 | Águas Moura ⇆ Poceirão (Escola)                                | Margaça                           |
| 711 | Poceirão (Escola) ⇆ Vale da Abrunheira (X)                     | Cajados / Margaça                 |
| 713 | Algeruz (Contenur) ⇆ Poceirão (Escola)                         |                                   |
| 747 | Faias (Loja Nova) ⇆ Pinhal Novo (Escola)                       | Brejos do Poço                    |
| 751 | Outão ⇆ Setúbal                                                | Casal do Forreta                  |
| 754 | Lisboa (Sete Rios) ⇆ Setúbal                                   | Autoestrada (A2) / Casal do Marco |
| 755 | Lisboa (Sete Rios) ⇆ Setúbal                                   | Cova da Piedade / Laranjeiro      |
| 756 | Mitrena ⇆ Setúbal                                              |                                   |
| 757 | Portucel (Fábrica Nova) ⇆ Setúbal                              | Estrada da Graça / Estefanilha    |
| 758 | Lagameças ⇆ Setúbal                                            |                                   |
| 764 | Margaça ⇆ Setúbal                                              |                                   |
| 765 | Margaça ⇆ Setúbal                                              | Biscainho                         |
| 766 | Quinta do Meio ⇆ Camarinha (Escola)                            | Bela Vista                        |
| 767 | Setúbal ⇆ Vila Nogueira de Azeitão (Escola)                    | Bairro Padre Nabeto / Palmela     |
| 768 | Setúbal ⇆ Vila Nogueira de Azeitão (Escola)                    | Palmela                           |
| 770 | Quinta do Conde ⇆ Setúbal                                      | Negreiros                         |
| 776 | Mitrena ⇆ Setúbal                                              |                                   |
| 779 | Algeruz ⇆ Setúbal                                              | Poço Mouro / Cemitério            |
| 780 | Faralhão ⇆ Setúbal                                             |                                   |
| 781 | Morgada ⇆ Setúbal                                              |                                   |
| 783 | Cacilhas ⇆ Setúbal                                             |                                   |
| 797 | Quinta do Meio (Junta de Freguesia) ⇆ Setúbal                  |                                   |

1. ↑   Almada BUS Saúde, antiga 105

##### Verão
| C.ª | Terminais                                | Via                 |
| --- | ---------------------------------------- | ------------------- |
| 139 | Costa da Caparica ⇆ Corroios (Estação)   | Vale de Figueira    |
| 163 | Costa da Caparica ⇆ Quinta do Brasileiro | Feijó               |
| 172 | Fonte da Telha ⇆ Paio Pires (Centro)     | Amora / Cruz de Pau |
| 244 | Baixa da Banheira ⇆ Sesimbra             |                     |
| 245 | Moita ⇆ Sesimbra                         |                     |
| 722 | Praia da Figueirinha ⇆ Parque Sécil      |                     |
| 723 | Praia da Figueirinha ⇆ Setúbal           |                     |
| 725 | Praia da Figueirinha ⇆ Setúbal (Alegro)  |                     |
| 726 | Setúbal (Casa da Baía) (Circulação)      | Praia do Albarquel  |
| 727 | Brejoeira ⇆ Praia do Creiro              |                     |

#### Rápidas
| C.ª | Terminais                    | Via                               |
| --- | ---------------------------- | --------------------------------- |
| 561 | Lisboa (Sete Rios) ⇆ Setúbal | Ponte 25 de Abril                 |
| 562 | Lisboa (Oriente) ⇆ Setúbal   | Ponte Vasco da Gama               |
| 563 | Lisboa (Oriente) ⇆ Setúbal   | Ponte Vasco da Gama / Pinhal Novo |
| 565 | Lisboa (Oriente) ⇆ Palmela   | Ponte Vasco da Gama / Pinhal Novo |

#### Extintas (antes de 2022)

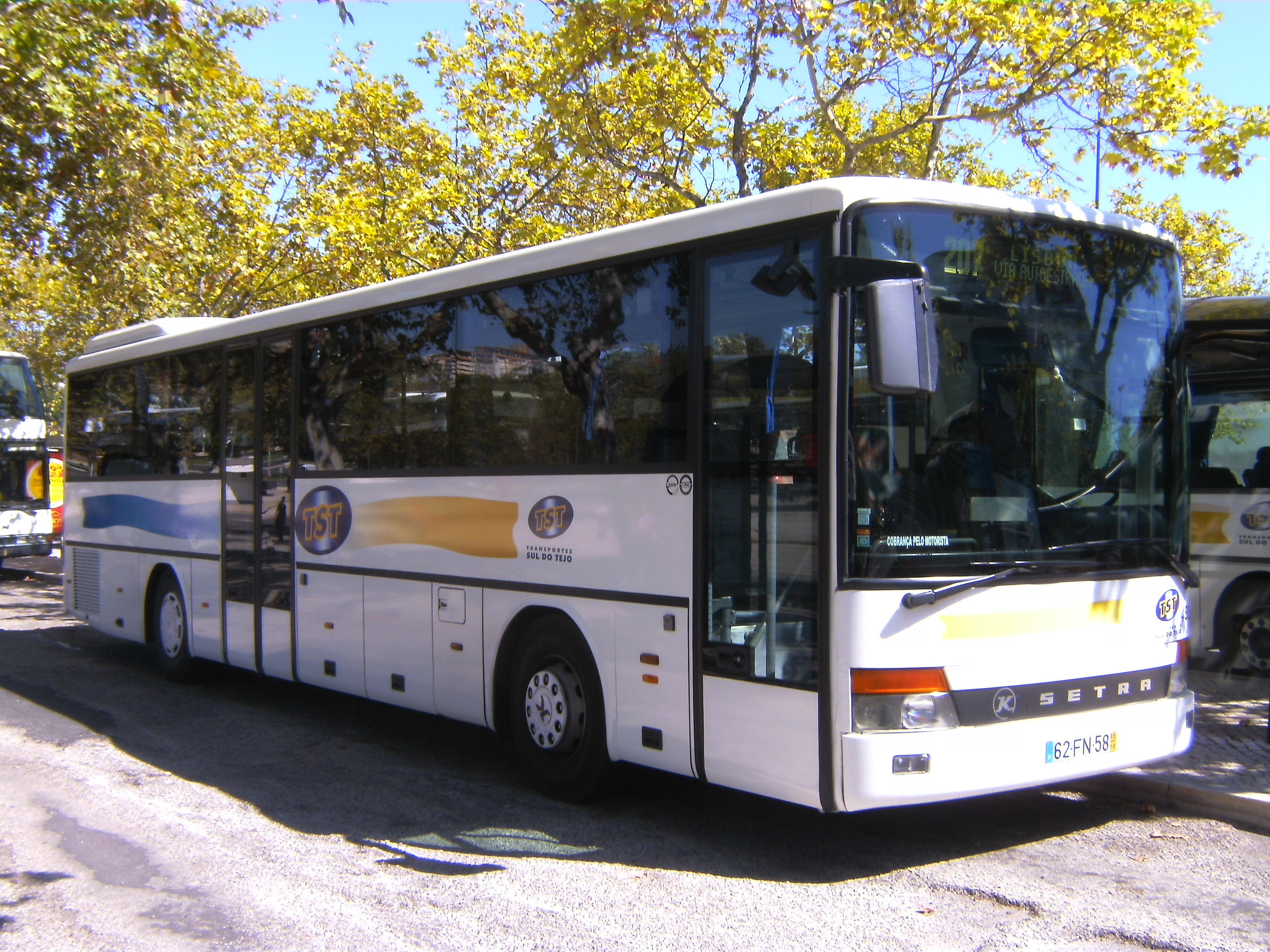
Veículo TST nº 615, em 2008, no término da antiga carreira, na Praça de Espanha, em Lisboa.

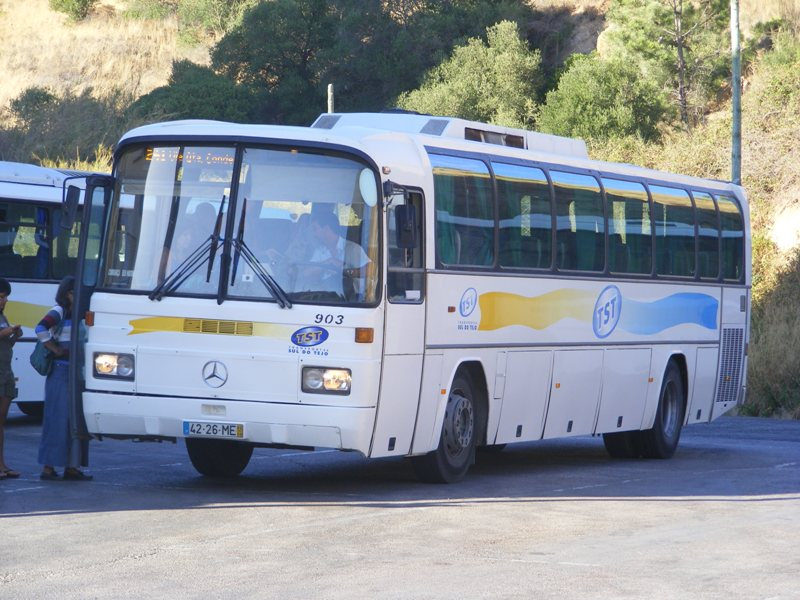
Veículo TST nº 903, em 2008, no término da antiga carreira, em Sesimbra.

Várias carreiras numeradas que existiram estavelmente sob a chancela dos TST desde a criação da empresa foram extintas antes do desaparecimento da marca em 2022 com a introdução da Carris Metropolitana:

##### Urbanas
| C.ª  | Terminais                                                                   | Via                 |
| ---- | --------------------------------------------------------------------------- | ------------------- |
| 101A | Cacilhas ⇆ Cristo Rei (Direta)                                              |                     |
| 220  | Sesimbra (Circulação)                                                       | Argéis              |
| 402  | Bairro das Areias (Cova da Loba) ⇆ Montijo (Cais do Seixalinho)             |                     |
| 603  | Bairro do Liceu (Av. Angola) ⇆ Terroa                                       |                     |
| 606  | Bairro Novo do Viso / Setúbal (Lg. José Afonso) ⇆ Manteigadas / Peixe Frito |                     |
| 611  | Bairro do Liceu (Av. Angola) ⇆ Casal das Figueiras                          |                     |
| 613  | Bairro do Liceu (Av. Angola) ⇆ Setúbal (Lg. José Afonso)                    |                     |
| 615  | Bela Vista ⇆ Setúbal (Mercado)                                              |                     |
| 617  | Bairro do Liceu (Av. Angola) ⇆ Bairro Novo do Viso                          | Casal das Figueiras |
| 618  | Bela Vista ⇆ Camolas                                                        |                     |
| 619  | Bairro Vila Maria ⇆ Camarinha (Escola)                                      |                     |

##### Suburbanas
| C.ª | Terminais                                                | Via                                     |
| --- | -------------------------------------------------------- | --------------------------------------- |
| 102 | Almada (Torcatas) ⇆ Cacilhas                             |                                         |
| 104 | Almada Forum ⇆ Cacilhas                                  | Pavilhão                                |
| 105 | Cacilhas ⇆ Pombal                                        |                                         |
| 107 | Cacilhas ⇆ Quinta do Brasileiro                          |                                         |
| 109 | Cacilhas ⇆ Vale Flores                                   | Barrocas                                |
| 111 | Bairro Fundo Fomento ⇆ Cacilhas                          |                                         |
| 113 | Foros de Amora (Estação) ⇆ Seixal (Terminal Fluvial)     |                                         |
| 115 | Amora (Bela Vista) → Cacilhas                            |                                         |
| 122 | Cacilhas ⇆ Lazarim (Pilotos)                             | Feijó                                   |
| 131 | Banática ⇆ Monte da Caparica                             |                                         |
| 132 | Bairro Fundo Fomento Sul ⇆ Porto Brandão                 |                                         |
| 136 | Cruz de Pau (Centro) ⇆ Paio Pires (Siderurgia / Planos)  |                                         |
| 144 | Aroeira (Vila Faia) → Cacilhas                           |                                         |
| 148 | Costa da Caparica ⇆ Laranjeiro                           | Lazarim                                 |
| 164 | Almada ⇆ Miratejo                                        |                                         |
| 165 | Redondos ⇆ Seixal (Terminal Fluvial)                     | Paio Pires                              |
| 166 | Cacilhas ⇆ Pinhal do Vidal                               |                                         |
| 168 | Lisboa (Sete Rios) ⇆ Torre da Marinha (Depósito de Água) | Amora                                   |
| 170 | Miratejo ⇆ Seixal (Terminal Fluvial)                     | Santa Marta do Pinhal / RioSul Shopping |
| 183 | Costa da Caparica ⇆ Trafaria                             | Av. General Humberto Delgado            |
| 185 | Foros de Amora (Estação) ⇆ Seixal (Terminal Fluvial)     |                                         |
| 186 | Costa da Caparica ⇆ Lisboa (Cidade Universitária)        | Alcântara                               |
| 193 | Cacilhas ⇆ Santa Marta do Pinhal                         |                                         |
| 204 | Sesimbra ⇆ Valbom (Parque de Campismo)                   |                                         |
| 209 | Sesimbra ⇆ Sampaio (Escola)                              |                                         |
| 213 | Azoia ⇆ Cacilhas                                         | Santana                                 |
| 215 | Fernão Ferro (Posto Médico) → Cruz de Pau (Centro)       |                                         |
| 217 | Marco do Grilo (X) ⇆ Redondos                            |                                         |
| 225 | Azoia ⇆ Vila Nogueira de Azeitão                         |                                         |
| 231 | Aldeia do Meco ⇆ Sesimbra                                | Zambujal de Baixo                       |
| 235 | Aldeia do Meco ⇆ Sampaio (Terminal)                      | Caixas (X) Aiana                        |
| 241 | Coina (Estação) ⇆ Sesimbra                               |                                         |
| 242 | Coina (Estação) ⇆ Quinta do Conde (Av. Liberdade)        |                                         |
| 246 | Quinta do Conde ⇆ Sampaio (Terminal)                     | Marco do Grilo                          |
| 249 | Quinta do Conde ⇆ Sampaio (Terminal)                     | EN10                                    |
| 250 | Lisboa (Praça de Espanha) ⇆ Negreiros                    | Redondos / Alcântara                    |
| 251 | Lisboa (Praça de Espanha) ⇆ Vila Fresca de Azeitão       | Quinta do Conde                         |
| 252 | Lisboa (Praça de Espanha) ⇆ Quinta do Conde              | Redondos / Alcântara                    |
| 253 | Cacilhas ⇆ Vila Fresca de Azeitão                        | Quinta do Conde                         |
| 255 | Makro Palmela ⇆ Quinta do Conde                          |                                         |
| 256 | Portinho da Arrábida ⇆ Vila Nogueira de Azeitão          |                                         |
| 260 | Lisboa (Praça de Espanha) ⇆ Sesimbra                     | Cova da Piedade / Laranjeiro            |
| 261 | Cabo Espichel ⇆ Zambujal                                 |                                         |
| 262 | Aldeia do Meco ⇆ Facho da Azóia                          | Fornos                                  |
| 263 | Lagoa da Albufeira ⇆ Sesimbra                            |                                         |
| 267 | Maçã ⇆ Sesimbra                                          | Valbom (Parque de Campismo)             |
| 301 | Alhos Vedros ⇆ Paio Pires                                |                                         |
| 303 | Barreiro (Terminal) ⇆ Fonte do Feto                      |                                         |
| 304 | Foros de Amora (Estação) ⇆ Vale de Amoreira              | Coina                                   |
| 305 | Barreiro (Terminal) ⇆ Bairro Alentejano                  | Bairro dos Marinheiros / Coina          |
| 315 | Barreiro (Terminal) ⇆ Pegões (X)                         | Afonsos                                 |
| 320 | Moita → Paio Pires                                       | Bairro Alentejano                       |
| 322 | Baixa da Banheira → Casal do Marco (Quinta da Galega)    |                                         |
| 323 | Moita → Casal do Marco (Quinta da Galega)                |                                         |
| 327 | Barreiro (Terminal) ⇆ Moita                              | Alhos Vedros                            |
| 330 | Lavradio (X) ⇆ Pinhal do Forno (Cemitério)               |                                         |
| 417 | Montijo ⇆ Rio Frio                                       |                                         |
| 418 | Montijo (Circulação)                                     | Atalaia / Alto do Estanqueiro           |
| 436 | Montijo (Circulação)                                     | Charnequinha                            |
| 437 | Lisboa (Oriente) ⇆ Montijo                               | São Francisco                           |
| 438 | Pinhal Novo ⇆ Sarilhos Grandes                           |                                         |
| 439 | Palmela ⇆ Pinhal Novo                                    |                                         |
| 442 | Pinhal Novo (Escola Preparatória) ⇆ Rio Frio             |                                         |
| 443 | Landeira ⇆ Pegões (Escola)                               |                                         |
| 445 | Lagameças ⇆ Pegões (Escola)                              | Asseiceira                              |
| 450 | Montijo (Circulação)                                     | Alto do Estanqueiro / Atalaia           |
| 452 | Palmela ⇆ Palmela (Estação)                              |                                         |
| 702 | Lisboa (Oriente) ⇆ Évora                                 | Vendas Novas                            |
| 703 | Seixal (Terminal Fluvial) ⇆ Alcácer do Sal               | Setúbal                                 |
| 704 | Barreiro (Terminal) ⇆ Alcácer do Sal                     | Setúbal                                 |
| 704 | Bela Vista ⇆ Vale da Rosa                                | Mourisca                                |
| 705 | Patinho ⇆ Vendas Novas                                   |                                         |
| 707 | Palmela ⇆ Benavente                                      | Vendas Novas                            |
| 712 | Águas de Moura ⇆ Setúbal (Mercado)                       | Monte Belo Norte                        |
| 714 | Penalva (Estação) ⇆ Quinta do Anjo                       | Bairro Alentejano                       |
| 726 | Biscainho (Circulação)                                   | Bela Vista                              |
| 736 | Cabanas ⇆ Sécil                                          |                                         |
| 740 | Palmela ⇆ Quinta do Moinho da Páscoa                     |                                         |
| 743 | Lisboa (Oriente) ⇆ Sines                                 | Alcácer do Sal                          |
| 753 | Lisboa (Praça de Espanha) ⇆ Setúbal                      | Cacilhas / Laranjeiro                   |
| 769 | Pinhal Novo ⇆ São Gonçalo                                |                                         |
| 774 | Biscainho ⇆ Setúbal                                      |                                         |
| 782 | Quinta de São Paulo ⇆ Setúbal                            |                                         |
| 789 | Quinta da Asseca ⇆ Setúbal                               |                                         |

1. 1 2 3 4   Transporte Flexível

###### Verão
| C.ª | Terminais                               | Via                 |
| --- | --------------------------------------- | ------------------- |
| 440 | Montijo (Bairro do Saldanha) ⇆ Sesimbra |                     |
| 706 | Costa da Caparica ⇆ Évora               | Vila Franca de Xira |
| 724 | Pinhal Novo ⇆ Sesimbra                  | Palmela             |

###### Especiais
| C.ª | Terminais                                           | Via |
| --- | --------------------------------------------------- | --- |
| 350 | Baixa da Banheira ⇆ Medideira (Festa do Avante)     |     |
| 651 | Manteigadas (Feira de Santiago) ⇆ Setúbal (Mercado) |     |
| 652 | Manteigadas (Feira de Santiago) ⇆ Varzinha          |     |

##### Rápidas
| C.ª | Terminais          | Via              |
| --- | ------------------ | ---------------- |
| 583 | Cacilhas ⇆ Setúbal | Autoestrada (A2) |

### Linhas Atuais
Com a entrada em vigor da Carris Metropolitana em 2022, a gestão das linhas, anteriormente designadas de carreiras, foi centralizada nesta nova entidade, ficando os TST, enquanto concessionária, apenas como fornecedora de frota e respetiva gestão (incluindo tripulantes, logística e manutenção). Os TST passaram assim a operar 133 linhas, as quais incluem ligações anteriormente pertencentes à Flexibus e à SulFertagus.
NOTA: Para as linhas da Carris Metropolitana desativadas nesta área, ver Linhas Desativadas da Área 3.
| Linha | Terminais                                                | Via                               | Tipo    | Percursos | Centro Operacional | Frota                       | Carreira Subst.   | Início de Operação |
|       | (ordenação)                                              | (ordenação)                       |         |           | (ordenação)        |                             |                   | (ordenação)        |
| ----- | -------------------------------------------------------- | --------------------------------- | ------- | --------- | ------------------ | --------------------------- | ----------------- | ------------------ |
| 3001  | Cacilhas (Terminal) ⇆ Cristo Rei                         |                                   | próxima | ↓ ↑       | Almada             | autocarro mini              | 101               | 2022.07.01         |
| 3003  | Almada Forum ⇆ Cacilhas (Terminal)                       |                                   | longa   | ↓ ↑       | Almada             | autocarro standard 2 portas | 102               | 2022.07.01         |
| 3004  | Almada Forum ⇆ Marisol                                   |                                   | longa   | ↓ ↑       | Almada             | autocarro standard 2 portas | 179               | 2022.07.01         |
| 3005  | Almada                                                   |                                   | próxima | ↺         | Almada             | autocarro mini              | A                 | 2023.07.10         |
| 3007  | Bairro do Fundo do Fomento ⇆ Cacilhas (Terminal)         |                                   | longa   | ↓ ↑       | Almada             | autocarro standard 2 portas | 106               | 2022.07.01         |
| 3008  | Monte da Caparica ⇆ Quintinhas                           |                                   | longa   | ↓ ↑       | Almada             | autocarro standard 2 portas | 146               | 2022.07.01         |
| 3009  | Cacilhas (Terminal) ⇆ Trafaria                           |                                   | longa   | ↓ ↑       | Almada             | autocarro standard 2 portas | 125               | 2022.07.01         |
| 3011  | Cacilhas (Terminal) ⇆ Costa da Caparica (Terminal)       | IC20 e São João da Caparica       | longa   | ↓ ↑       | Almada             | autocarro standard 2 portas | 135               | 2022.07.01         |
| 3012  | Cacilhas (Terminal) ⇆ Fonte da Telha                     |                                   | longa   | ↓ ↑       | Almada             | autocarro standard 2 portas | 127               | 2022.07.01         |
| 3013  | Almada Forum ⇆ Cacilhas (Terminal)                       | Laranjeiro                        | longa   | ↓ ↑       | Almada             | autocarro standard 2 portas | 103 123           | 2022.07.01         |
| 3017  | Charneca da Caparica ⇆ Pragal (Estação)                  |                                   | longa   | ↓ ↑       | Almada             | autocarro standard 2 portas | Nova              | 2022.07.01         |
| 3018  | Charneca da Caparica ⇆ Sobreda                           |                                   | longa   | ↓ ↑       | Laranjeiro         | autocarro standard 2 portas | 180               | 2022.09.13         |
| 3019  | Charneca da Caparica ⇆ Trafaria                          |                                   | longa   | ↓ ↑       | Almada             | autocarro mini              | Nova              | 2022.07.01         |
| 3021  | Costa da Caparica (Terminal) ⇆ Monte da Caparica         |                                   | longa   | ↓ ↑       | Almada             | autocarro standard 2 portas | 129               | 2022.07.01         |
| 3022  | Cacilhas (Terminal) ⇆ Costa da Caparica (Terminal)       |                                   | longa   | ↓ ↑       | Almada             | autocarro standard 2 portas | 124               | 2022.07.01         |
| 3023  | Costa da Caparica (Terminal) ⇆ Laranjeiro                |                                   | longa   | ↓ ↑       | Almada             | autocarro mini              | 167               | 2022.12.19         |
| 3024  | Costa da Caparica (Terminal) ⇆ Pragal (Estação)          |                                   | longa   | ↓ ↑       | Almada             | autocarro standard 2 portas | 174               | 2022.07.01         |
| 3025  | Costa da Caparica (Terminal) ⇆ Pragal (Estação)          | IC20                              | longa   | ↓ ↑       | Almada             | autocarro standard 2 portas | 194               | 2023.06.19         |
| 3026  | Cova da Piedade ⇆ Hospital Garcia de Orta                |                                   | próxima | ↓ ↑       | Almada             | autocarro mini              | 182               | 2022.07.01         |
| 3027  | Hospital Garcia de Orta ⇆ Sobreda                        |                                   | longa   | ↓ ↑       | Almada             | autocarro mini              | 1P                | 2022.07.01         |
| 3030  | Fonte da Telha ⇆ Monte da Caparica                       |                                   | longa   | ↓ ↑       | Almada             | autocarro standard 2 portas | 129 130           | 2022.07.01         |
| 3033  | Monte da Caparica                                        |                                   | próxima | ↺         | Almada             | autocarro mini              | Nova              | 2023.02.20         |
| 3034  | Porto Brandão ⇆ Quinta do Texugo                         |                                   | longa   | ↓ ↑       | Almada             | autocarro mini              | 146               | 2022.07.01         |
| 3038  | Banática ⇆ Porto Brandão                                 |                                   | próxima | ↓ ↑       | Almada             | autocarro mini              | 146               | 2023.12.01         |
| 3039  | Cova do Vapor ⇆ Raposeira                                | Trafaria                          | próxima | ↓ ↑       | Almada             | autocarro mini              | Nova              | 2025.05.01         |
| 3040  | Cacilhas (Terminal) ⇆ Quinta do Texugo                   |                                   | longa   | ↓ ↑       | Almada             | autocarro standard 2 portas | 123               | 2022.09.13         |
| 3041  | Cacilhas (Terminal) ⇆ Pilotos                            |                                   | longa   | ↓ ↑       | Almada             | autocarro standard 2 portas | 133               | 2022.09.13         |
| 3042  | Aroeira ⇆ Charneca da Caparica                           |                                   | próxima | ↓ ↑       | Almada             | autocarro mini              | Nova              | 2025.05.01         |
| 3043  | Casalinho da Rosa ⇆ Charneca da Caparica                 |                                   | próxima | ↓ ↑       | Almada             | autocarro mini              | Nova              | 2025.05.01         |
| 3101  | Amora ⇆ Foros de Amora (Estação)                         |                                   | próxima | ↓ ↑       | Laranjeiro         | autocarro standard 2 portas | 1A                | 2022.07.01         |
| 3103  | Corroios (Estação) ⇆ Paio Pires                          |                                   | longa   | ↓ ↑       | Laranjeiro         | autocarro standard 2 portas | 108               | 2022.07.01         |
| 3104  | Corroios (Estação) ⇆ Vale de Milhaços                    |                                   | longa   | ↓ ↑       | Laranjeiro         | autocarro standard 2 portas | 191               | 2022.07.01         |
| 3105  | Fernão Ferro ⇆ Fogueteiro (Estação)                      |                                   | longa   | ↓ ↑       | Laranjeiro         | autocarro standard 2 portas | 3F                | 2022.07.01         |
| 3106  | Coina (Estação) ⇆ Fernão Ferro                           |                                   | próxima | ↓ ↑       | Sesimbra           | autocarro standard 2 portas | Nova              | 2022.12.19         |
| 3107  | Fernão Ferro ⇆ Pinhal de Frades                          |                                   | próxima | ↓ ↑       | Sesimbra           | autocarro standard 2 portas | 236               | 2022.07.01         |
| 3108  | Fogueteiro (Quinta da Mata) ⇆ Foros de Amora (Estação)   |                                   | próxima | ↓ ↑       | Laranjeiro         | autocarro standard 2 portas | 2A                | 2022.07.01         |
| 3109  | Fogueteiro (Estação) ⇆ Seixal (Zona Industrial)          |                                   | longa   | ↓ ↑       | Laranjeiro         | autocarro standard 2 portas | 4F                | 2022.07.01         |
| 3110  | Fogueteiro (Estação) ⇆ Redondos                          |                                   | longa   | ↓ ↑       | Laranjeiro         | autocarro standard 2 portas | 137               | 2022.07.01         |
| 3111  | Fogueteiro (Estação) ⇆ Seixal (Terminal)                 |                                   | longa   | ↓ ↑       | Laranjeiro         | autocarro standard 2 portas | 184               | 2022.07.01         |
| 3112  | Fogueteiro (Estação) ⇆ Seixal (Terminal)                 | Farinheiras                       | próxima | ↓ ↑       | Laranjeiro         | autocarro standard 2 portas | 1F                | 2022.07.01         |
| 3113  | Fogueteiro (Estação) ⇆ Seixal (Terminal)                 | Quinta do Cabral                  | próxima | ↓ ↑       | Laranjeiro         | autocarro standard 2 portas | 2F                | 2022.07.01         |
| 3114  | Foros de Amora (Estação) ⇆ Quinta da Flamância           |                                   | longa   | ↓ ↑       | Laranjeiro         | autocarro standard 2 portas | 112               | 2022.07.01         |
| 3116  | Marisol (Valadares) ⇆ Seixal (Terminal)                  | Corroios (Estação)                | longa   | ↓ ↑       | Laranjeiro         | autocarro mini              | Nova              | 2023.02.20         |
| 3118  | Marisol (Valadares) ⇆ Seixal (Terminal)                  |                                   | longa   | ↓ ↑       | Laranjeiro         | autocarro mini              | Nova              | 2023.02.20         |
| 3119  | Pinhal do Conde da Cunha ⇆ Seixal (Terminal)             |                                   | longa   | ↓ ↑       | Laranjeiro         | autocarro standard 2 portas | 195               | 2022.07.01         |
| 3120  | Redondos ⇆ Seixal (Terminal)                             |                                   | longa   | ↓ ↑       | Laranjeiro         | autocarro standard 2 portas | 137               | 2022.07.01         |
| 3121  | Seixal                                                   |                                   | próxima | ↻         | Laranjeiro         | autocarro mini              | Nova              | 2022.07.01         |
| 3201  | Aldeia do Meco ⇆ Sesimbra (Terminal)                     | Aiana                             | longa   | ↓ ↑       | Sesimbra           | autocarro mini              | 222 231           | 2022.07.01         |
| 3202  | Alfarim ⇆ Sesimbra (Terminal)                            | Aiana                             | longa   | ↓ ↑       | Sesimbra           | autocarro mini              | 222               | 2022.07.01         |
| 3203  | Azoia ⇆ Sesimbra (Terminal)                              |                                   | longa   | ↓ ↑       | Sesimbra           | autocarro standard 2 portas | 201               | 2022.07.01         |
| 3204  | Azoia ⇆ Sesimbra (Terminal)                              | Serra da Azoia                    | longa   | ↓ ↑       | Sesimbra           | autocarro standard 2 portas | 201               | 2022.07.01         |
| 3205  | Cabo Espichel ⇆ Sesimbra (Terminal)                      |                                   | longa   | ↓ ↑       | Sesimbra           | autocarro standard 2 portas | 201 205           | 2022.07.01         |
| 3206  | Carrasqueira ⇆ Sesimbra (Terminal)                       |                                   | longa   | ↓ ↑       | Sesimbra           | autocarro standard 2 portas | 204               | 2022.07.01         |
| 3207  | Carrasqueira ⇆ Sesimbra (Terminal)                       | Sampaio                           | longa   | ↓ ↑       | Sesimbra           | autocarro standard 2 portas | 243               | 2022.07.01         |
| 3208  | Aldeia do Meco ⇆ Sesimbra (Terminal)                     |                                   | longa   | ↓ ↑       | Sesimbra           | autocarro standard 2 portas | 223               | 2022.07.01         |
| 3209  | Fetais ⇆ Sesimbra (Terminal)                             | Aiana                             | longa   | ↓ ↑       | Sesimbra           | autocarro standard 2 portas | 222               | 2022.07.01         |
| 3210  | Lagoa de Albufeira ⇆ Sesimbra (Terminal)                 |                                   | longa   | ↓ ↑       | Sesimbra           | autocarro standard 2 portas | 240               | 2022.07.01         |
| 3211  | Lagoa de Albufeira ⇆ Sesimbra (Terminal)                 | Sampaio                           | longa   | ↓ ↑       | Sesimbra           | autocarro standard 2 portas | 240               | 2022.09.13         |
| 3212  | Maçã ⇆ Sesimbra (Terminal)                               |                                   | longa   | ↓ ↑       | Sesimbra           | autocarro standard 2 portas | 227               | 2022.07.01         |
| 3213  | Sesimbra (Terminal)                                      | Pinhal de Cima                    | longa   | ↺         | Sesimbra           | autocarro mini              | 229               | 2022.07.01         |
| 3214  | Sampaio ⇆ Santana                                        |                                   | longa   | ↓ ↑       | Sesimbra           | autocarro standard 2 portas | 247               | 2022.09.13         |
| 3215  | Fornos ⇆ Sampaio                                         |                                   | longa   | ↓ ↑       | Sesimbra           | autocarro standard 2 portas | 234               | 2022.09.13         |
| 3216  | Maçã ⇆ Sampaio                                           |                                   | longa   | ↓ ↑       | Sesimbra           | autocarro mini              | 227               | 2022.09.13         |
| 3217  | Azoia ⇆ Sampaio                                          |                                   | longa   | ↓ ↑       | Sesimbra           | autocarro standard 2 portas | 210               | 2022.09.13         |
| 3218  | Sesimbra (Terminal)                                      | Palames e Porto de Abrigo         | próxima | ↻         | Sesimbra           | autocarro mini              | 228               | 2022.07.01         |
| 3220  | Sesimbra                                                 |                                   | próxima | ↺         | Sesimbra           | autocarro mini              | 221               | 2022.07.01         |
| 3221  | Charneca da Cotovia (Valbom) ⇆ Sesimbra (Terminal)       |                                   | longa   | ↓ ↑       | Sesimbra           | autocarro standard 2 portas | 243               | 2022.07.01         |
| 3222  | Quinta do Conde                                          |                                   | próxima | ↻ ↺       | Sesimbra           | autocarro mini              | Nova              | 2022.07.01         |
| 3223  | Sampaio (Moagem) ⇆ Sesimbra (Terminal)                   |                                   | próxima | ↓ ↑       | Sesimbra           | autocarro mini              | Nova              | 2023.07.01         |
| 3503  | Almada Forum ⇆ Vale de Milhaços                          |                                   | longa   | ↓ ↑       | Laranjeiro         | autocarro mini              | Nova              | 2023.02.20         |
| 3504  | Hospital Garcia de Orta ⇆ Quintinhas                     |                                   | longa   | ↓ ↑       | Almada             | autocarro mini              | 197               | 2022.09.13         |
| 3505  | Cacilhas (Terminal) ⇆ Farinheiras                        |                                   | longa   | ↓ ↑       | Laranjeiro         | autocarro standard 2 portas | 108 Nova          | 2023.01.23         |
| 3506  | Cacilhas (Terminal) ⇆ Corroios (Estação)                 |                                   | longa   | ↓ ↑       | Laranjeiro         | autocarro mini              | 2C                | 2022.07.01         |
| 3507  | Cacilhas (Terminal) ⇆ Marisol                            |                                   | longa   | ↓ ↑       | Almada             | autocarro standard 2 portas | 126               | 2022.07.01         |
| 3508  | Cacilhas (Terminal) ⇆ Paio Pires                         |                                   | longa   | ↓ ↑       | Laranjeiro         | autocarro standard 2 portas | 114               | 2022.07.01         |
| 3509  | Cacilhas (Terminal) ⇆ Paio Pires                         | Amora                             | longa   | ↓ ↑       | Laranjeiro         | autocarro standard 2 portas | 199               | 2022.07.01         |
| 3510  | Cacilhas (Terminal) ⇆ Pilotos                            | Quinta de São Nicolau             | longa   | ↓ ↑       | Laranjeiro         | autocarro standard 2 portas | 196               | 2022.07.01         |
| 3511  | Cacilhas (Terminal) ⇆ Pinheirinho                        |                                   | longa   | ↓ ↑       | Laranjeiro         | autocarro standard 2 portas | 192               | 2022.07.01         |
| 3512  | Cacilhas (Terminal) ⇆ Quinta da Princesa                 |                                   | longa   | ↓ ↑       | Laranjeiro         | autocarro standard 2 portas | 149               | 2022.07.01         |
| 3513  | Cacilhas (Terminal) ⇆ Santa Marta do Pinhal              |                                   | longa   | ↓ ↑       | Laranjeiro         | autocarro standard 2 portas | 110               | 2022.07.01         |
| 3514  | Cacilhas (Terminal) ⇆ Vale de Milhaços                   |                                   | longa   | ↓ ↑       | Laranjeiro         | autocarro standard 2 portas | 191               | 2022.07.01         |
| 3515  | Corroios (Estação) ⇆ Pilotos                             |                                   | longa   | ↓ ↑       | Laranjeiro         | autocarro mini              | 120               | 2022.07.01         |
| 3516  | Charneca da Caparica ⇆ Corroios (Estação)                |                                   | longa   | ↓ ↑       | Laranjeiro         | autocarro standard 2 portas | 1C                | 2022.07.01         |
| 3517  | Chegadinho ⇆ Corroios (Estação)                          |                                   | longa   | ↓ ↑       | Laranjeiro         | autocarro standard 2 portas | 3C                | 2022.07.01         |
| 3518  | Corroios (Estação) ⇆ Vale Figueira                       |                                   | longa   | ↓ ↑       | Laranjeiro         | autocarro mini              | 143               | 2022.07.01         |
| 3519  | Corroios (Estação) ⇆ Costa da Caparica                   |                                   | longa   | ↓ ↑       | Laranjeiro         | autocarro standard 2 portas | 139               | 2022.07.01         |
| 3520  | Costa da Caparica ⇆ Quinta do Brasileiro                 |                                   | longa   | ↓ ↑       | Laranjeiro         | autocarro standard 2 portas | 163               | 2022.07.01         |
| 3521  | Cruz de Pau ⇆ Fonte da Telha                             |                                   | longa   | ↓ ↑       | Laranjeiro         | autocarro standard 2 portas | 116               | 2022.07.01         |
| 3522  | Fonte da Telha ⇆ Paio Pires                              | Amora                             | longa   | ↓ ↑       | Laranjeiro         | autocarro standard 2 portas | 172               | 2022.07.01         |
| 3523  | Fonte da Telha ⇆ Quinta da Flamância                     | Seixal (Terminal)                 | longa   | ↓ ↑       | Laranjeiro         | autocarro standard 2 portas | 116               | 2022.07.01         |
| 3524  | Hospital Garcia de Orta ⇆ Marisol                        |                                   | longa   | ↓ ↑       | Almada             | autocarro standard 2 portas | 126               | 2022.07.01         |
| 3525  | Hospital Garcia de Orta ⇆ Miratejo                       |                                   | longa   | ↓ ↑       | Almada             | autocarro standard 2 portas | 181               | 2022.07.01         |
| 3526  | Laranjeiro ⇆ Pinheirinho                                 |                                   | longa   | ↓ ↑       | Laranjeiro         | autocarro standard 2 portas | 121               | 2022.07.01         |
| 3527  | Bairro da Cucena ⇆ Monte da Caparica                     |                                   | longa   | ↓ ↑       | Laranjeiro         | autocarro standard 2 portas | 198               | 2022.07.01         |
| 3535  | Cacilhas (Terminal) ⇆ Quinta do Conde                    |                                   | longa   | ↓ ↑       | Sesimbra           | autocarro standard 2 portas | 254               | 2022.07.01         |
| 3536  | Cacilhas (Terminal) ⇆ Sesimbra (Terminal)                |                                   | longa   | ↓ ↑       | Sesimbra           | autocarro standard 2 portas | 203               | 2022.07.01         |
| 3540  | Coina (Estação) ⇆ Zambujal                               |                                   | longa   | ↓ ↑       | Sesimbra           | autocarro mini              | Nova              | 2023.01.23         |
| 3541  | Coina (Estação) ⇆ Fernão Ferro                           | Casal do Sapo e Pinhal do General | longa   | ↓ ↑       | Sesimbra           | autocarro standard 2 portas | Nova              | 2022.12.19         |
| 3542  | Coina (Estação) ⇆ Praia do Meco                          |                                   | longa   | ↓ ↑       | Sesimbra           | autocarro standard 2 portas | Nova              | 2023.07.01         |
| 3543  | Coina (Estação)                                          | Quinta do Conde                   | longa   | ↺         | Sesimbra           | autocarro standard 2 portas | 2Nc               | 2022.07.01         |
| 3544  | Coina (Estação) ⇆ Sesimbra (Terminal)                    |                                   | longa   | ↓ ↑       | Sesimbra           | autocarro standard 2 portas | Nova              | 2022.12.19         |
| 3546  | Cruz de Pau ⇆ Quinta do Conde                            |                                   | longa   | ↓ ↑       | Sesimbra           | autocarro standard 2 portas | 254               | 2022.07.01         |
| 3547  | Fogueteiro (Estação) ⇆ Quinta do Conde                   |                                   | longa   | ↓ ↑       | Sesimbra           | autocarro standard 2 portas | 254               | 2022.07.01         |
| 3548  | Marco do Grilo ⇆ Quinta do Conde                         |                                   | longa   | ↓ ↑       | Sesimbra           | autocarro standard 2 portas | 219               | 2022.09.13         |
| 3549  | Quinta do Conde ⇆ Sesimbra (Terminal)                    | Sampaio                           | longa   | ↓ ↑       | Sesimbra           | autocarro standard 2 portas | 211               | 2022.07.01         |
| 3590  | Cabeço da Flauta (Festival SBSR) ⇆ Coina (Estação)       |                                   | longa   | ↓ ↑       | Sesimbra           | autocarro standard 2 portas | Serviço Ocasional | Serviço Ocasional  |
| 3601  | Cova da Piedade (Metro) ⇆ Forum Barreiro                 |                                   | longa   | ↓ ↑       | Almada             | autocarro standard 2 portas | Nova              | 2022.07.01         |
| 3605  | Cacilhas (Terminal) ⇆ Setúbal (ITS)                      | Azeitão                           | longa   | ↓ ↑       | Almada             | autocarro standard 2 portas | 783               | 2022.07.01         |
| 3615  | Barreiro (Terminal) ⇆ Seixal (Terminal)                  |                                   | longa   | ↓ ↑       | Sesimbra           | autocarro standard 2 portas | Nova              | 2022.07.01         |
| 3620  | Coina (Estação) ⇆ Quinta do Conde                        |                                   | longa   | ↓ ↑       | Sesimbra           | autocarro standard 2 portas | 1N                | 2022.07.01         |
| 3625  | Forum Barreiro ⇆ Sesimbra (Terminal)                     |                                   | longa   | ↓ ↑       | Sesimbra           | autocarro standard 2 portas | Nova              | 2023.07.01         |
| 3626  | Coina (Estação) ⇆ Vila Nogueira de Azeitão               |                                   | longa   | ↓ ↑       | Sesimbra           | autocarro standard 2 portas | 2N                | 2022.07.01         |
| 3635  | Coina (Estação) ⇆ Sesimbra (Terminal)                    | Azeitão                           | longa   | ↓ ↑       | Sesimbra           | autocarro standard 2 portas | 208               | 2022.07.01         |
| 3640  | Azoia ⇆ Vila Nogueira de Azeitão                         |                                   | longa   | ↓ ↑       | Sesimbra           | autocarro standard 2 portas | 225               | 2022.07.01         |
| 3641  | Quinta do Conde ⇆ Sampaio                                | Azeitão                           | longa   | ↓ ↑       | Sesimbra           | autocarro standard 2 portas | 208               | 2022.09.13         |
| 3642  | Sesimbra (Terminal) ⇆ Setúbal (Hospital de São Bernardo) |                                   | longa   | ↓ ↑       | Sesimbra           | autocarro standard 2 portas | 230               | 2024.06.01         |
| 3650  | Moita ⇆ Sesimbra (Terminal)                              |                                   | mar     | ↓ ↑       | Sesimbra           | autocarro standard 2 portas | 245               | 2023.07.01         |
| 3701  | Algés (Estação) ⇆ Cova da Piedade                        |                                   | longa   | ↓ ↑       | Almada             | autocarro standard 2 portas | Nova              | 2023.01.23         |
| 3702  | Almada (Parque Urbano) ⇆ Cidade Universitária            |                                   | longa   | ↓ ↑       | Almada             | autocarro standard 2 portas | 176               | 2022.07.01         |
| 3703  | Almada (Parque Urbano) ⇆ Roma-Areeiro (Estação)          |                                   | longa   | ↓ ↑       | Almada             | autocarro standard 2 portas | 152 160           | 2022.07.01         |
| 3704  | Charneca da Caparica ⇆ Marquês de Pombal (Metro)         |                                   | longa   | ↓ ↑       | Almada             | autocarro standard 2 portas | 151               | 2022.07.01         |
| 3705  | Charneca da Caparica ⇆ Sete Rios (Estação)               |                                   | longa   | ↓ ↑       | Almada             | autocarro standard 2 portas | 190               | 2023.01.23         |
| 3706  | Charneca da Caparica ⇆ Sete Rios (Estação)               | Feijó                             | longa   | ↓ ↑       | Almada             | autocarro mini              | Nova              | 2023.04.03         |
| 3708  | Cais do Sodré ⇆ Costa da Caparica (Terminal)             |                                   | longa   | ↓ ↑       | Almada             | autocarro standard 2 portas | Nova              | 2023.04.03         |
| 3709  | Costa da Caparica (Terminal) ⇆ Marquês de Pombal (Metro) |                                   | longa   | ↓ ↑       | Almada             | autocarro standard 2 portas | 155               | 2022.07.01         |
| 3710  | Costa da Caparica (Terminal) ⇆ Roma-Areeiro (Estação)    |                                   | longa   | ↓ ↑       | Almada             | autocarro standard 2 portas | 153 161           | 2022.07.01         |
| 3711  | Monte da Caparica ⇆ Sete Rios (Estação)                  |                                   | longa   | ↓ ↑       | Almada             | autocarro standard 2 portas | 158               | 2022.07.01         |
| 3715  | Marquês de Pombal (Metro) ⇆ Santa Marta do Pinhal        |                                   | longa   | ↓ ↑       | Laranjeiro         | autocarro standard 2 portas | 169               | 2022.07.01         |
| 3716  | Marisol ⇆ Sete Rios (Estação)                            |                                   | longa   | ↓ ↑       | Almada             | autocarro standard 2 portas | 159               | 2022.07.01         |
| 3717  | Quinta do Brasileiro ⇆ Sete Rios (Estação)               |                                   | longa   | ↓ ↑       | Laranjeiro         | autocarro standard 2 portas | 162               | 2022.07.01         |
| 3720  | Quinta do Conde ⇆ Sete Rios (Estação)                    |                                   | rápida  | ↓ ↑       | Sesimbra           | autocarro standard 2 portas | 252               | 2022.07.01         |
| 3721  | Sesimbra (Terminal) ⇆ Sete Rios (Estação)                |                                   | rápida  | ↓ ↑       | Sesimbra           | autocarro de longo curso    | 207               | 2022.07.01         |

1. ↑   Banática ⇆ Quintinhas até 2023.11.30
2. ↑   Cacilhas (Terminal) ⇆ Monte da Caparica até 2022.09.12
3. ↑   Costa da Caparica (Terminal) ⇆ Hospital Garcia de Orta até 2022.08.12
4. ↑   Corroios (Estação) ⇆ Farinheiras até 2023.05.14
5. ↑   Laranjeiras ⇆ Marco do Grilo até 2024.10.31
6. ↑   Fernão Ferro ⇆ Pinhal de Frades (Escola Básica) até 2024.12.31
7. ↑   Fetais ⇆ Sesimbra (Terminal) até 2023.12.31
8. ↑   Fornos ⇆ Sesimbra (Terminal) até 2023.12.31
9. ↑   Alto das Vinhas ⇆ Sampaio até 2023.12.31
10. ↑   Porto de Abrigo ⇆ Sesimbra (Terminal) até 2024.11.30
11. ↑   Originalmente planeada entre Bairro do Fundo do Fomento ⇆ Quintinhas
12. ↑   Originalmente planeada entre Cacilhas (Terminal) ⇆ Corroios (Estação)
13. ↑   Alfarim ⇆ Coina (Estação) até 2023.12.31
14. ↑   Circulação via Avenida 1º de Maio e EN10 entre 2022.07.18 e 2023.03.05
15. ↑   Coina (Estação) ⇆ Quinta do Conde (via Estrada de Coina) até 2025.02.28
16. ↑   Originalmente planeada entre Coina (Estação) ⇆ Vila Fresca de Azeitão
17. ↑   Algés (Estação) ⇆ Cova da Piedade (Metro) até 2024.07.31
18. ↑   Almada (Parque Urbano) ⇆ Sete Rios (Estação) até 2023.01.29
19. ↑   Costa da Caparica (Terminal) ⇆ Sete Rios (Estação) até 2023.01.29

### SulFertagus
Até 2022, os TST colaboraram com a Fertagus na operação de carreiras de autocarros que serviam as estações utilizadas por esta transportadora. Além de várias carreiras TST que operavam com dísticos SulFertagus (q.v.), esta marca detinha carreiras próprias, realizadas também pela frota TST. Com o início da Carris Metropolitana a 1 de Julho de 2022 em Almada, Seixal e Sesimbra, a SulFertagus deixou de operar como serviço independente, fazendo com que todas as suas carreiras se tornassem parte do serviço da Carris Metropolitana (todas operadas pelos TST).